# Сова-голконіг темнопера
Сова́-голконі́г темнопера (Ninox obscura) — вид совоподібних птахів родини совових (Strigidae). Ендемік Індії. Раніше вважався підвидом далекосхідної сови-голконога, однак був визнаний окремим видом.

## Опис

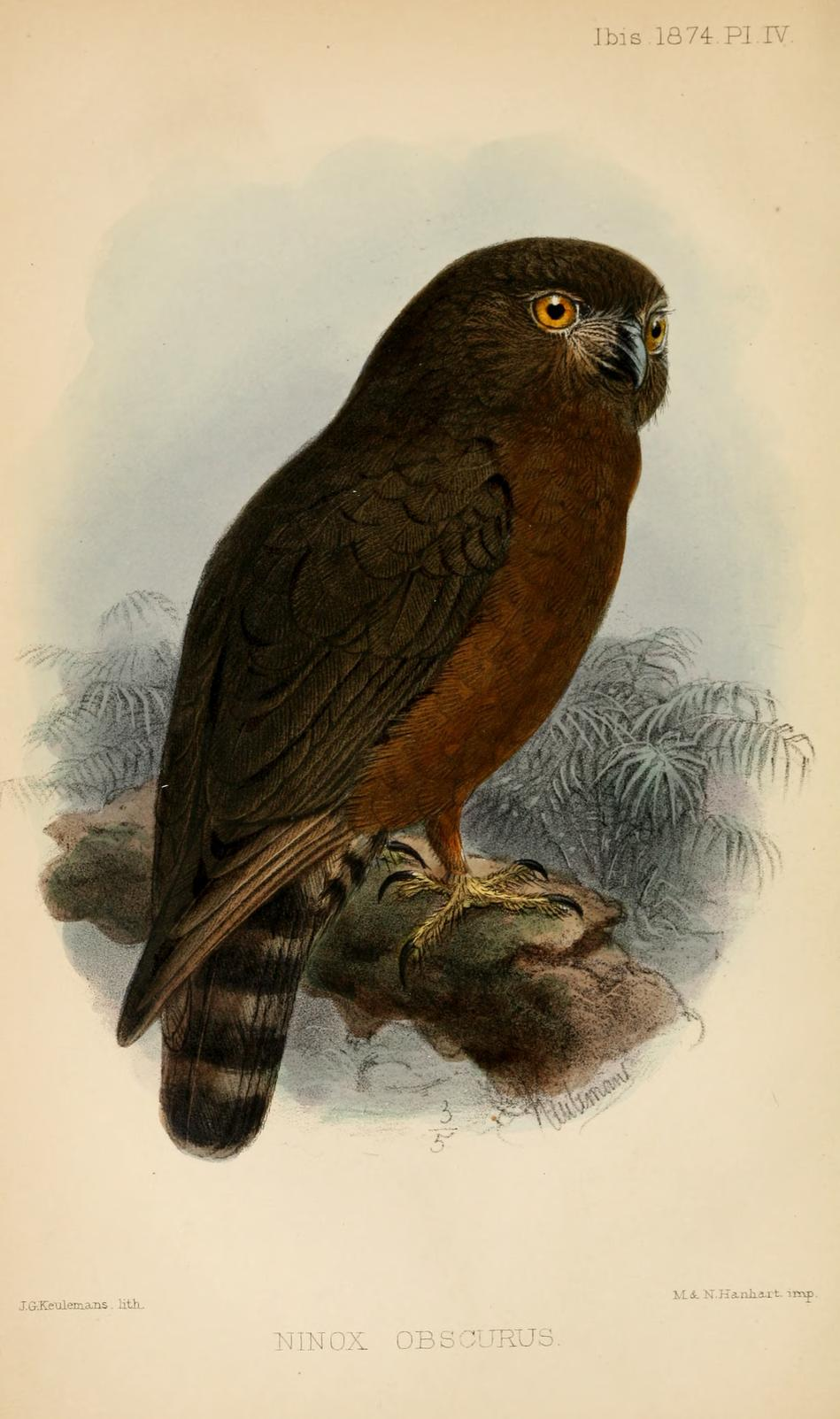
Темнопера сова-голконіг

Довжина птаха становить 26—30 см. Забарвлення переважно темно-шоколадно-коричневе, нижня частина живота дещо світліша і більш рудувата, на боках знищу є кілька білуватих плям або смуг. Нижні покривні пера хвоста мають білуваті краї. Очі жовті, дзьоб темно-сизий, восковиця темно-зелена, лапи оперені, пальці жовті з чорними кігтями. Голос — двоскладове угукання «wooo-oop, wooo-oop, wooo-oop».
Загалом темнопері сови-голконоги є схожі на далекосхідних сов-голконогів, однак вирізняються помітно більш темним забарвленням, відсутністю білої плями на лобі і білих смуг на нижній частині тіла. Симпатричні андаманські сови-голконоги є меншими за темноперих сов-голконогів і мають світліше забарвлення.

## Поширення і екологія
Темнопері сови-голконоги є ендеміками Андаманських островів. Вони живуть у вологих тропічних лісах і на каучукових плантаціях, часто поблизу води. Ведуть присмерковий і нічний спосіб життя. Раціон малодосліджений, однак відомо, що птахи живляться комахами, зокрема жуками й кониками, а також птахами, зокрема оперенопалими і сундайськими саланганами.